# 1148
1148 (MCXLVIII) je bilo prestopno leto, ki se je po julijanskem koledarju začelo na četrtek.

## Dogodki

### Druga križarska vojna
- Medtem ko so nemško križarsko odpravo potolkli Seldžuki in se je večina anglo-flandrijske odprave odločila, da bo raje ostala na Portugalskem, je francoska odprava pod vodstvom kralja Ludvika VII. še edina, ki prodira proti Sveti deželi. Toda tudi njena pot se v tem letu konča (pre)hitro.↓

- 6. januar → Bitka pri gori Kadmus: francoska odprava pade v zasedo Seldžukov Sultanata Rum in je popolnoma poltolčena. Ker Seldžuki ne prepoznajo Ludvika VII., se temu komaj uspe izogniti smrti in/ali ujetništvu.↓
- 20. januar → Ostanki nemške in francoske križarske odprave se regrupirajo v Attaleji in nadaljujejo pot proti Levantu. Seldžuki razpustijo svojo vojsko in ohranijo zgolj manjše oddelke, ki napravijo pot križarjev bolj težavno.↓
- 19. marec → Križarji prispejo v Antiohijo. Ludvik VII. zavrne prošnjo kneza Rajmonda Poitierskega, da bi mu pomagal osvojiti Alep.↓
  - → Ljubezenska afera ali zgolj razkrita spletka med knezom Rajmodom Poitierskim in francosko kraljico (ter njegovo nečakinjo) Eleanoro Akvitansko? Kralj Ludvik VII. svojo soprogo aretira in z vojsko nadaljuje pot proti Jeruzalemu.
- Po zelo verjetnem družinskem umoru touluškega grofa Alfonza Jordana, ki se je zgodil v Cezareji, grofijo Toulouse nasledi njegov sin Rajmond V.. Vojaki zvesti Alfonzu Jordanu se iz protesta tik pred ciljem obrnejo in vrnejo domov.
- junij-julij - Sicilski admiral Jurij Antiohijski zavzame obalna afriška mesta Mahdija (22. junij), Susa (1. julij) in Sfax (12. julij)
  - Vsa mesta upravno vključi v normansko Kraljevino Afriko, ki ji kraljuje sicilski kralj Roger II.
  - Zavzetje Mahdije predstavlja dokončen konec nekoč mogočne ziridske dinastije.
- 22. junij - Preostanek angleško-flamske križarske flote, ki se je odločila za pot proti Jeruzalemu, spotoma opleni Oran.

- 24. julij - Koncil v Akri: jeruzalemsko plemstvo in visoka duhovščina se skupaj z evropskimi voditelji križarskega pohoda posvetujejo o nadaljnjih vojaških ciljih. Na koncu se s pomisleki jeruzalemskega plemstva evropski voditelji in jeruzalemski kralj Baldvin III. odločijo za obleganje Damaska.↓
  - → Emir Damaska Mu'in al-Din Anur se pobota z Zengijevima sinovoma Nur ad-Dinom iz Alepa in Saif ad-Dinom iz Mosula. Hkrati se začne pripravljati na obleganje.↓
  - julij → Vojska več kot 50.000 križarjev se odpravi nasproti Damasku.↓
  - 24. julij → Muslimani v Damasku se izogibajo odprtemu spopadu in vseskozi nadlegujejo križarje na zelo težavnem terenu.↓
  - → Ker se križarji ne zmorejo sporazumeti o enotnem napadu na mesto, jim obleganje Damaska spodleti.↓
  - 28. julij → Damasku prispeta na pomoč brata Nur ad-Din in Saif ad-Din. Križarji opustijo obleganje in se sprti vrnejo v Jeruzalem, od tam pa velika večina nazaj domov.
- Portugalski kralj Afonz I. zavzame mavski Abrantes.
- 30. december - Barcelonski grof Rajmond Berengar IV. osvoji skupaj s križarji mavrsko Tortoso.

### Ostali dogodki
- marec - Koncil v Reimsu: organizira in udeleži se ga papež Evgen III.. Na koncilu obravnavajo predvsem aktualne zadeve (ponovitev starih zahtev s koncilov predhodnih papežev, nova pravila, izobčenja, itd.)

- Manj sreče kot z Bizantinci in Afričani ima italo-normanski admiral Jurij Antioški z Benečani, ki ga porazijo na južni obali Peloponeza pri rtu Cape Matapan.
- marec - Bizantinski cesar Manuel I. Komnen podeli Benečanom, ki jih potrebuje za boj proti Normanom, še dodatne trgovske privilegije. Bizantinska mornarica je namreč v precej klavrnem stanju.
- 2. maj - Iz nepoznanih razlogov umre apulijski vojvoda in kronski princ Roger III.. Nasledi ga njegov mlajši in še edini preživeli brat od štirih Vilijem I.
- 15. julij - Ker je voditelj rimske komune Arnold iz Brescie prisilil papeža Evgena III. v izgnanstvo, ga le-ta izobči, kar pa nima za papeža željenega učinka.
- 21. avgust - Umrlega grofa Neversa Vilijema II. nasledi njegov sin Vilijem III.
- 17. september - V oporoki bretonski vojvoda Konan III. prepusti mu (ne?)zakonskemu sinu Hoèlu grofijo Nantes, medtem ko vojvodino podeduje hči Berta.
- Po smrti grofa Renauda III. grofijo Burgundijo, burgundski del Svetega rimskega cesarstva, podeduje hči Beatrika I.
- Po smrti savojskega grofa Amadeja III., ki je umrl na križarskem pohodu, grofijo Savojo nasledi njegov sin Humbert III.
- Po smrti beneškega doža Pietra Polanija postane novi dož Domenico Morosini[1], 37. beneški dož po seznamu.
- Bizantinska plemkinja Ana Komnena začne v samostanu, kamor je bila izgnana zaradi dvornega spletkarstva, pisati Aleksijado, življenjepis njenega očeta Alekseja I. Komena.
- Almohadi zavzamejo Kordobo.
- Bitka pri Ghazniju: rojstvo nove perzijske sile. Perzijski Guridi premagajo Gazvanide.

## Rojstva
- Béla III., madžarski kralj († 1196)
- papež Honorij III. († 1227)
- Qiu Chuji, kitajski daoistični svečenik († 1227)

## Smrti
- 6. januar - Gilbert de Clare, angleški plemič, 1. grof Pembroke (* 1100)
- 8. januar - William de Warenne, angleški plemič, 3. grof Surrey, križar (* 1119)
- 2. maj - Roger III., apulijski vojvoda in sicilski kronski princ (* 1118)
- 21. avgust - Vilijem II. Neverški, grof Neversa, križar prve generacije (* 1083)
- 8. september - Vilijem Thierryjski, flamski teolog, filozof, mistik (* 1075)
- 17. september - Konan III., bretonski vojvoda (* 1095)
- 2. november - Sveti Malahija, irski nadškof Armagha, posthumno prerok (* 1094)
- Abu Bakr ibn al-Arabi, andaluzijski islamski sodnik in pravnik (* 1076)
- Alfonz Jordan, tripolitanski in touluški grof (* 1103)
- Amadej III., savojski grof in križar (* 1092)
- Ari Thorgilsson, islandski kronist (* 1067)
- Jaufre Rudel, okcitanski trubadur (* 1113)
- Pietro Barliario, italijanski alkimist (* 1055)
- Pietro Polani, beneški dož
- Payen le Bouteiller, baron Montreala in Keraka, glavni sluga jeruzalemskih kraljev Baldvina II. in Fulka
- Renaud III., burgundski grof (* 1093)
- Udo I. Thüringenski, naumburški škof in križar (* 1090)
- Ulvhild Håkansdotter, kraljica in soproga treh skandinavskih kraljev (* 1095)